# Aberto ao Público
Aberto ao Público é um  programa de televisão brasileiro, produzido pela Dromedário Criação, pela Farra Media e pelos Estúdios Globo, e exibido pela TV Globo, que estreou dia 6 de julho de 2025. A atração é exibida aos domingos, após o Fantástico, marcando o retorno da faixa de humor semanal da emissora. Com direção geral de Gui Cintra, e supervisão de gênero de Patricia Pedrosa, o roteiro é assinado por Maurício Meirelles, Daniel Nascimento e André Brant.
O elenco principal é formado por Maurício Meirelles, Murilo Couto, Bruna Louise e Thiago Ventura.

## Produção

### Antecedentes
A atração faz parte da nova estratégia da TV Globo para resgatar o humor em sua grade de programação, investindo em formatos mais modernos e alinhados ao estilo que tem ganhado destaque nas redes sociais e nos palcos de comédia do país. Em 2023, a emissora aprovou a sinopse de Pablo e Luisão, seriado criado e protagonizado por Paulo Vieira, que seria um marco no retorno das produções humorísticas à TV aberta. No entanto, o projeto acabou adiado para 2025. Para ocupar o espaço originalmente planejado, a Globo lançou a sitcom Tô Nessa, com Regina Casé no papel principal mas o seu desempenho foi considerado abaixo das expectativas. A exemplo o colunista Fefito descreveu o roteiro como "robótico" e avaliou que o humor da série era "feito sob medida" e excessivamente repetitivo, com poucos momentos realmente engraçados. A crítica negativa ao programa evidenciou os desafios da emissora em reconquistar o público do humor em um novo cenário televisivo e digital.

### Desenvolvimento
Em dezembro de 2024, a coluna Play noticiou que humoristas estavam gravando o piloto de um novo programa humorístico da TV Globo, com participação do ator Rodrigo Lombardi como convidado. O projeto, que combina stand-up comedy e improviso, tem como proposta percorrer diferentes regiões do Brasil. Na ocasião, ainda não havia data ou plataforma definidas para o lançamento. O piloto foi aprovado em abril de 2025 e incluído na programação como parte da estratégia da emissora para revitalizar o humor na faixa nobre de domingo, logo após o programa Fantástico, com estreia prevista para o período de férias.
Apesar das críticas e da recepção mista por parte do público, a emissora decidiu renovar o humorístico para uma segunda temporada. O elenco principal foi mantido, e as gravações tiveram início em agosto, no Rio de Janeiro, com previsão de estreia para o final do mesmo ano.

## Formato
Gravado em um teatro, Aberto ao Público aposta na interação direta com a plateia como eixo central do programa. O público não apenas assiste, mas participa ativamente das dinâmicas e intervenções. A cada semana, um convidado surpresa se junta aos comediantes para vivenciar o espetáculo junto da audiência. A proposta do programa é oferecer uma experiência de comédia ao vivo, misturando quadros roteirizados, momentos de improviso e dinâmicas coletivas. 
Em cada episódio, o elenco fixo recebe um comediante convidado e uma celebridade, que assume o papel de apresentador da noite. A missão é conduzir quadros, a partir de histórias trazidas pela plateia, que promovam interações inesperadas entre anônimos e o elenco, em busca de uma experiência única e imprevisível.

## Elenco
- Maurício Meirelles
- Murilo Couto
- Bruna Louise
- Thiago Ventura

| Episódio | Data de exibição    | Apresentador da noite | Comediantes eventuais         |
| -------- | ------------------- | --------------------- | ----------------------------- |
| 1        | 6 de julho de 2025  | Denílson              | –                             |
| 2        | 13 de julho de 2025 | Marcos Pasquim        | Rodrigo Marques e Fábio Rabin |
| 3        | 20 de julho de 2025 | Deborah Secco         | Luana Zucoloto                |
| 4        | 27 de julho de 2025 | Gracyanne Barbosa     | –                             |

## Recepção
O programa estreou enfrentando a concorrência direta do Show do Milhão, sucesso do SBT no mesmo horário. Apesar disso, manteve a liderança de audiência na Grande São Paulo, registrando média de 9,2 pontos. No entanto, a nova atração acabou reduzindo os índices de audiência do Fantástico, que tradicionalmente ocupa a faixa anterior. Durante o horário de exibição do programa, a soma das plataformas de streaming alcançou 13,1 pontos, seguida por SBT (7,2), Record (2,8), Band (0,3) e RedeTV! (0,2).
Nas redes sociais, a recepção do público foi majoritariamente crítica. Comentários apontaram falta de criatividade, humor considerado clichê e edições excessivamente aceleradas. Entre as avaliações mais recorrentes, destacaram-se impressões de que o programa seria "infantil", "bobinho" e "exageradamente editado". Também foram criticados o número elevado de comediantes no ar simultaneamente e o uso de uma trilha sonora considerada "insuportável" por parte da audiência.
A crítica especializada apresentou opiniões divergentes. Segundo análise do portal F5, da Folha de S.Paulo, embora o programa não apresente uma identidade clara com o estilo tradicional da TV Globo, a iniciativa de renovar o humor da emissora foi elogiada: "É gratificante ver a Globo experimentando após tantos anos sem investir no humor". O veículo destacou a variedade de quadros  quatro em pouco mais de meia hora com resultados considerados desiguais, mas reconheceu a tentativa de inovação. Para Carla Bittencourt, do portal Leo Dias, o programa, intitulado Aberto ao Público, tem como mérito não se apresentar com pretensões exageradas: "É um programa de domingo à noite, com humor popular, caras conhecidas do stand-up, brincadeiras acessíveis e o diferencial de um apresentador diferente a cada edição o que pode manter o frescor e a curiosidade em alta". A jornalista pondera que o formato ainda precisa encontrar um ritmo mais equilibrado e suavizar na edição, mas conclui que a missão principal foi cumprida: fez rir, gerou repercussão e tem potencial para crescimento. Segundo ela, "não é perfeito, mas tem carisma e isso, na televisão aberta, ainda vale muito".
A coluna Play, do jornal O Globo, não poupou críticas ao programa Aberto ao Público, atribuindo-lhe a nota zero. O portal foi implacável ao descrever o programa como "sem graça" até o fim da temporada, mencionando a tentativa de humor com quadros como o de "adivinhar quem adora mexer no celular pelada" como "hilário", mas sem qualquer efeito positivo. A crítica também destacou o que considerou "mil risadas forçadas", refletindo um humor forçado que não convenceu a equipe do O Globo. A recepção negativa foi um reflexo do descontentamento com o estilo do programa, que continuou a gerar reações de desinteresse e desapontamento entre os críticos e telespectadores. Embora a atração tivesse seu espaço no horário nobre, essa avaliação da coluna indicou que, para alguns, o programa não conseguiu alcançar o tom e a diversão que prometia.

### Controvérsias
Após a estreia do programa, Maurício Meirelles, um dos criadores e apresentadores, usou seu perfil na rede social X (antigo Twitter) para rebater críticas negativas feitas ao programa. Em uma das publicações, ironizou os comentários ao afirmar que os críticos estavam motivados por inveja. Ele também compartilhou um texto reflexivo sobre como críticas muitas vezes são projeções de frustrações pessoais.
Quando surgiram acusações de que o programa teria copiado um antigo quadro do Pânico na TV, Meirelles respondeu diretamente afirmando que o formato em questão era de sua própria autoria. Além disso, o programa foi alvo de críticas nas redes sociais por parte do público, que apontou problemas como falta de graça, ritmo lento e uma plateia considerada artificial. Apesar das críticas, o programa foi renovado para uma segunda temporada com estreia ainda em 2025 após cumprir as espectativas internas.